# Porto d'Ascoli (stacja kolejowa)
Porto d'Ascoli (wł. Stazione di Porto d'Ascoli) – stacja kolejowa w Porto d'Ascoli (część gminy San Benedetto del Tronto), w prowincji Ascoli Piceno, w regionie Marche, we Włoszech. Znajduje się na linii Adriatica (Ankona – Lecce). 
Według klasyfikacji RFI ma kategorię srebrną.

## Linie kolejowe
- Linia Ankona – Bari
- Linia Ascoli Piceno – San Benedetto del Tronto